# Mehamn
Mehamn este o localitate din comuna Gamvik, provincia Finnmark, Norvegia, cu o suprafață de 0,54 km² și o populație de 737 locuitori (2013).